# Кордильєра (департамент)
Кордильєра (ісп. Cordillera) — департамент у Парагваї, займає територію в 4948 км², населення становить 234 805 осіб (2002). Адміністративний центр — місто Каакупе.

## Адміністративний поділ
Департамент підрозділяється на 20 округів:

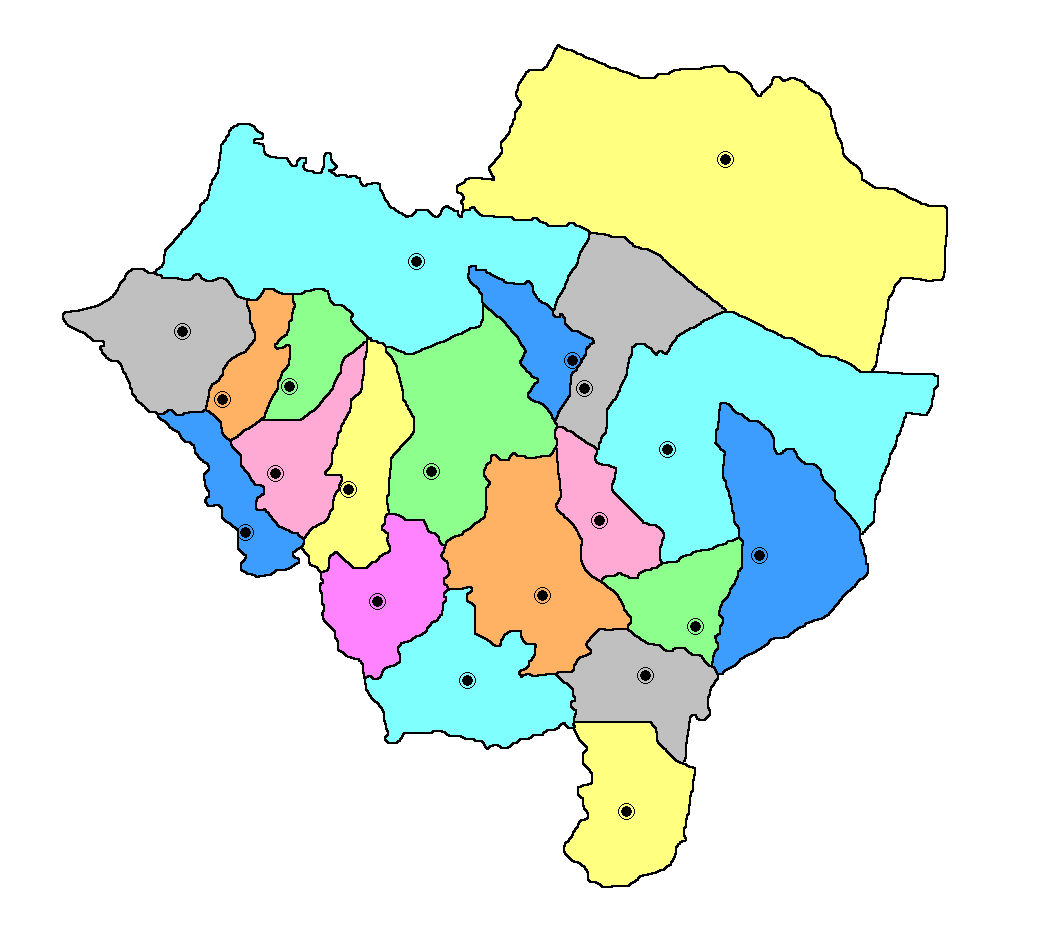
Округи департаменту Кордильєра.

| №  | Округ                                                   | Площа, км² | Населення, чол. (2008) |
| -- | ------------------------------------------------------- | ---------- | ---------------------- |
| 1  | Алтус (Altos)                                           | 92         | 13 114                 |
| 2  | Арройос-і-Естерос (Arroyos y Esteros)                   | 533        | 19001                  |
| 3  | Атірі (Atyrá)                                           | 160        | 15278                  |
| 4  | Валенсуела (Valenzuela)                                 | 173        | 5581                   |
| 5  | Ісла-Пуку (Isla Pucú)                                   | 91         | 7935                   |
| 6  | Ітакурубі-де-ла-Кордильєра (Itacurubí de la Cordillera) | 262        | 10 744                 |
| 7  | Каакупе (Caacupé)                                       | 145        | 42127                  |
| 8  | Карагуатай (Caraguatay)                                 | 91         | 11 568                 |
| 9  | Лома-Гранде (Loma Grande)                               | 84         | 6403                   |
| 10 | Мбокайяті-дель-Іагуй (Mbocayaty del Yhaguy)             | 236        | 4968                   |
| 11 | Нуева-Коломбія (Nueva Colombia)                         | 81         | 4277                   |
| 12 | Пірібебуй (Piribebuy)                                   |            | 22788                  |
| 13 | Примеро-де-Марсо (Primero de Marzo)                     | 159        | 7132                   |
| 14 | Сан-Бернардіно (San Bernardino)                         |            | 9491                   |
| 15 | Санта-Елена (Santa Elena)                               | 135        | 6855                   |
| 16 | Сан-Хосе-Обреро (San José Obrero)                       | 253        | 4878                   |
| 17 | Тобата (Tobatí)                                         | 948        | 26625                  |
| 18 | Хуан-де-Мена (Juan de Mena)                             | 965        | 6403                   |
| 19 | Ембоскада (Emboscada)                                   | 265        | 12225                  |
| 20 | Еусебіо-Аяла (Eusebio Ayala)                            | 338        | 20843                  |

## Економіка
Переважно, в департаменті розвинене сільське господарство. Тут виробляють бавовну і рис, вирощують ананаси, гіркий апельсин, кукурудзу, цукрову тростину, банани, каву, перець, полуницю, мандарини, горох і лимони. Також у Кордильере займаються вирощуванням томатів, моркви, грейпфруту, арахісу і маніоки.

## Туризм
Кордильєра є одним з найбагатших департаментів, що представляють природну красу Парагваю, особливо гірські струмки роблять цю область насолодою для відпочинку в літній час.

## Галерея

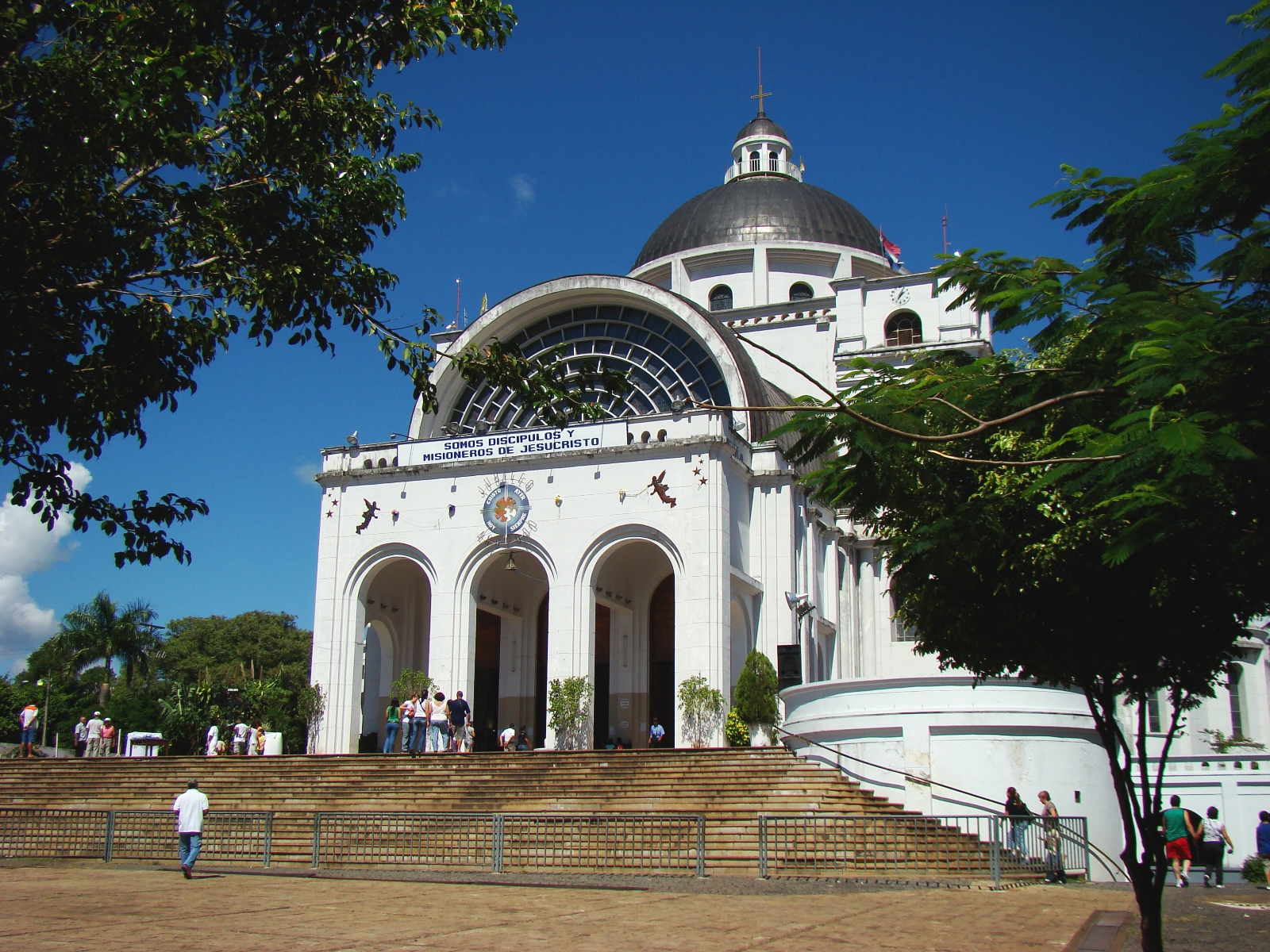
Базиліка в Каакупе
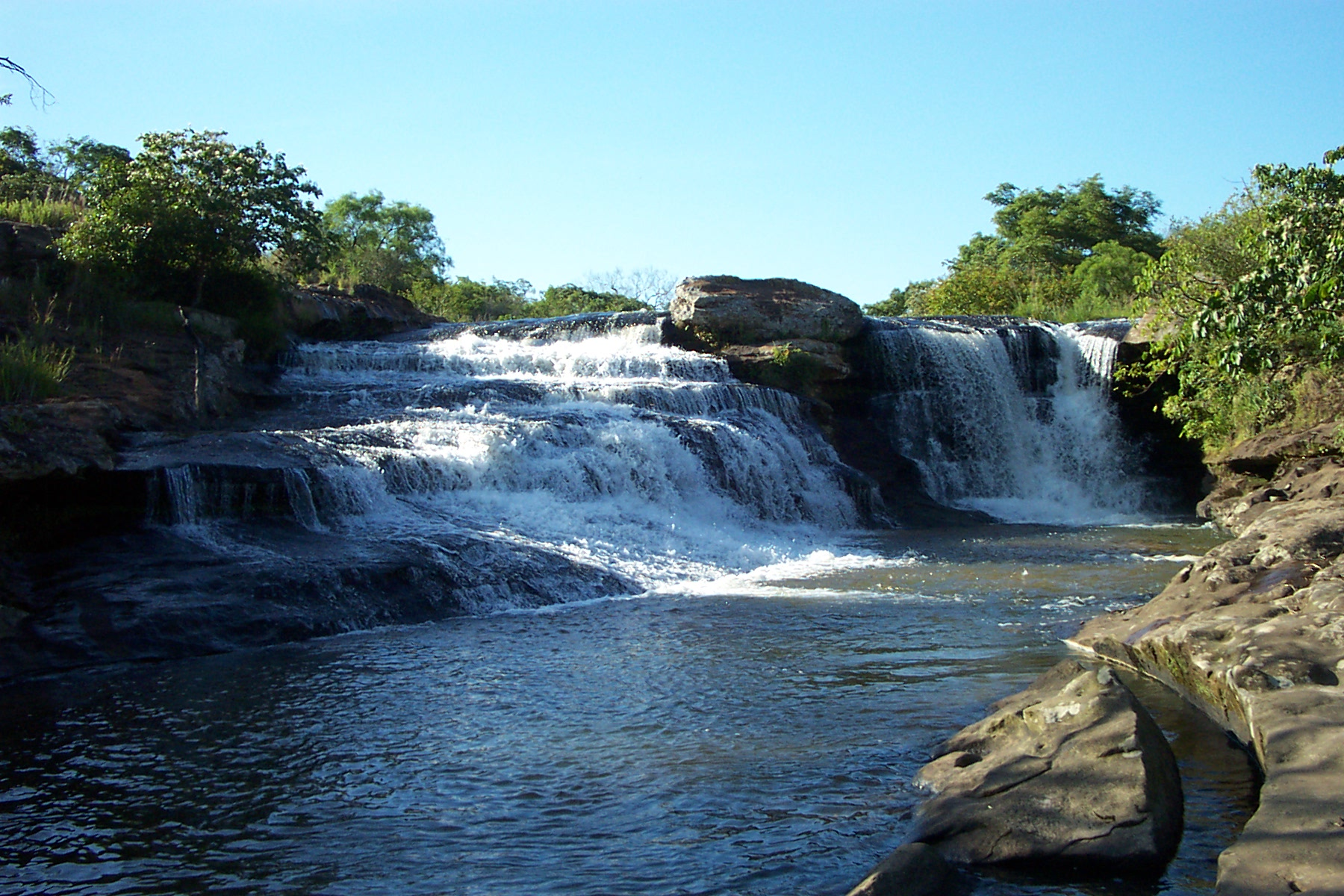
Пірарета
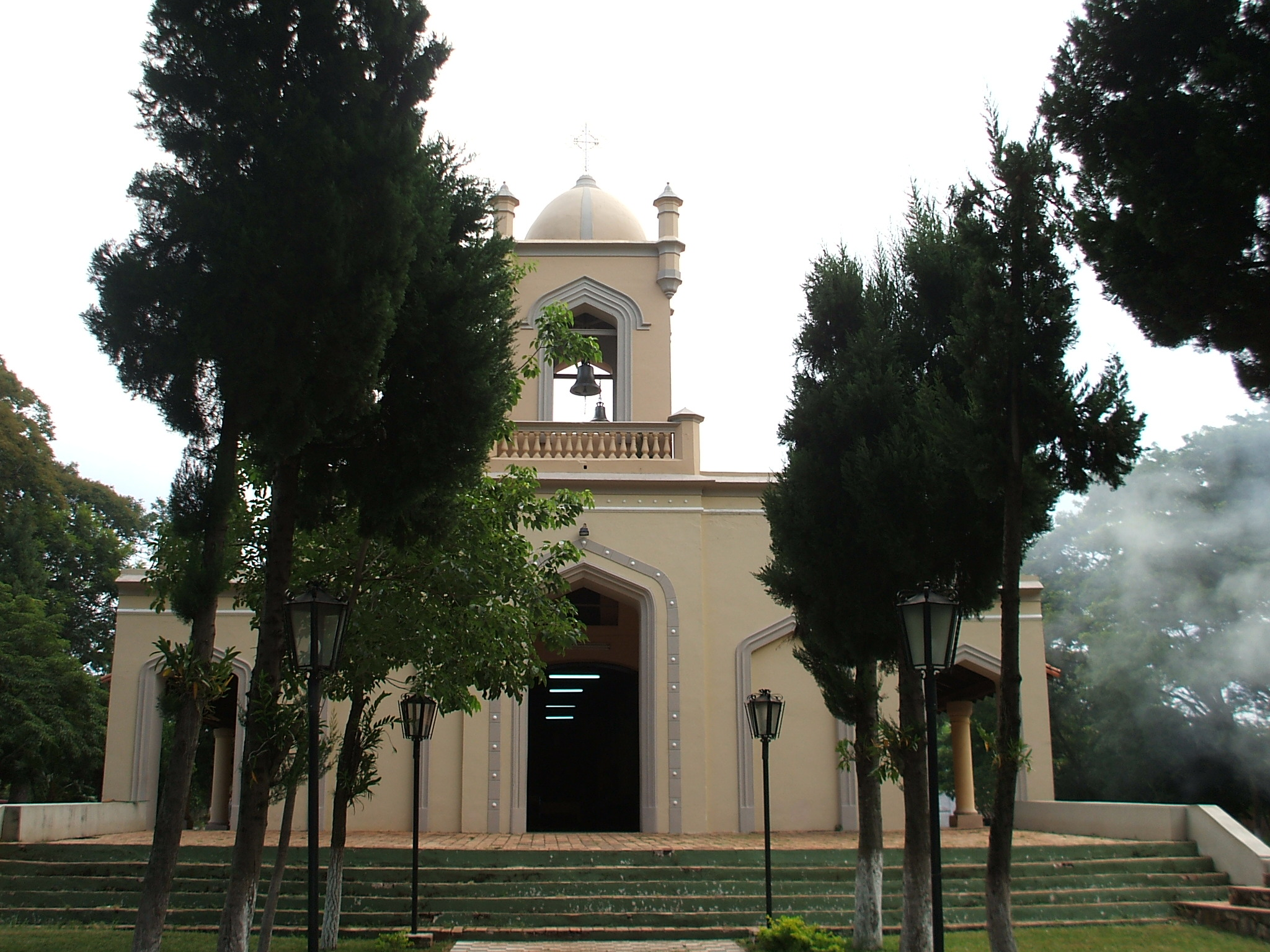
Церква в окрузі Алтус